# GameTek
GameTek è stata un'azienda statunitense di videogiochi. Ha distribuito negli Stati Uniti titoli realizzati da Rare, tra cui Double Dare. La società ha prodotto numerosi giochi basati su Jeopardy! e Wheel of Fortune.